# Sint-Maartensbilk
De Sint-Maartensbilk is een straat in Brugge.

## Beschrijving
Naast de grote bilk die Boeveriebilk heette en aan de oorsprong ligt van de Boeveriestraat, lag een kleinere weide. De archiefteksten vermelden in de jaren 1300:
- bi den Beilc in het Zwynstraetkin;
- upten Beilc bi der Smedepoorte;
- in 't Zwynstraetkin, upten houck van den Beilke.

In de jaren 1400 vindt men dat aan de bilk een patroonheilige is gegeven, de populaire Heilige Martinus:
- Sint-Maertins Beilc in de Maegdestrate;
- 's Heer Maertins Beilct.

De naam 'bilk' paste nogal met de functie van de straat als toegang van het vee naar het slachthuis dat aldaar werd gebouwd.
Sint-Maartensbilk loopt van de Zwijnstraat naar de Hendrik Consciencelaan.